# Gernebachtal
Koordinaten: 51° 41′ 33″ N, 7° 15′ 29″ O
Das Naturschutzgebiet Gernebachtal liegt beiderseits des Gernebachs auf dem Gebiet der Stadt Datteln im Kreis Recklinghausen in Nordrhein-Westfalen.
Das aus zwei Teilflächen bestehende Gebiet erstreckt sich nordwestlich der Kernstadt von Datteln und nördlich der Kernstadt von Oer-Erkenschwick. Östlich des Gebietes verläuft die Landesstraße L 889. Nördlich des Gebietes liegt das etwa 2,3 ha große Naturschutzgebiet (NSG) Kollental (RE-021) und südöstlich das etwa 8,0 ha große NSG Jaust-Bruchwald (RE-025).

## Bedeutung
Das etwa 41,0 ha große Gebiet wurde im Jahr 1990 unter der Schlüsselnummer RE-022 unter Naturschutz gestellt. Schutzziele sind die Erhaltung, Optimierung und Wiederherstellung von Feuchtbiotopen innerhalb der Haard.